# 轨道交通控制与安全国家重点实验室
轨道交通控制与安全国家重点实验室（英語：State Key Laboratory of Rail Traffic Control and Safety），为北京交通大学负责并管理的一所国家重点实验室。
2005年筹备，2006年经中华人民共和国科技部批准，2008年通过国家自然科学基金委评估运行。唐涛担任实验室主任，中国工程院院士孙永福担任学术委员会主任、高自友担任学术委员会副主任。其主要研究轨道交通流特性分析及控制理论、轨道交通安全保障与运输组织理论及关键技术、轨道交通运行控制系统分析与集成和轨道交通专用移动通信理论与关键技术。